# Кит (геральдика)
Будучи одним з найбільших морських ссавців, кит є геральдичною твариною особливого роду.
У гербах і на них представлені дві геральдичні форми. Один вид створений за зразком вусатих китів (синій кит). Іншим геральдичним видом є дельфін ряду зубастих китів. Останній геральдично зарахований до риб. У геральдиці обидві групи геральдичних тварин легко розрізнити.

## Кит

Два кити як тримачі щита на гербі Занстада, Північна Голландія

Синій і кашалот можуть з'являтися в геральдиці в гербах, а також як щитотримачі. Уявлення особливо вражає фонтан повітря для дихання. Особливо помітний хвостовий плавець, також відомий як трематод. Тварини бувають переважають чорні, блакитні або сріблясті. Плавці не підкреслюються різними кольорами (тинктуруванням).

## Дельфін

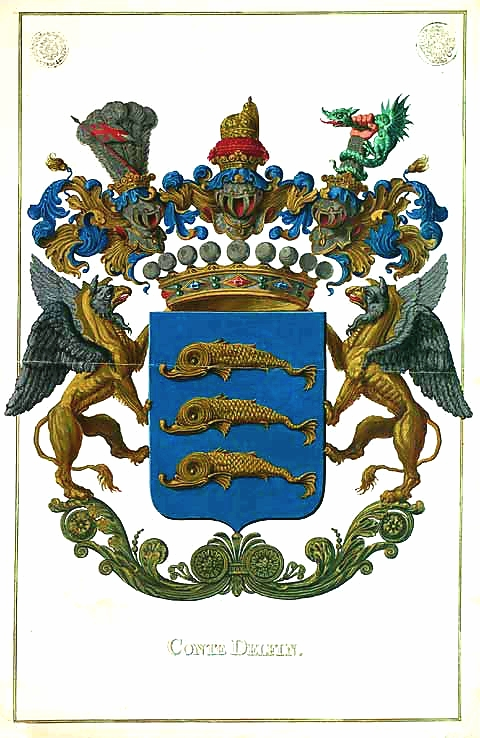
Герб графів Дельфіні («Conte Delfin»), старого патриціанського роду Венеції або ломбардо-венеційського шляхетського роду, які перебували на службі в Австрійській імперії: три золоті дельфіни на блакитному тлі, графіка ХІХ століття

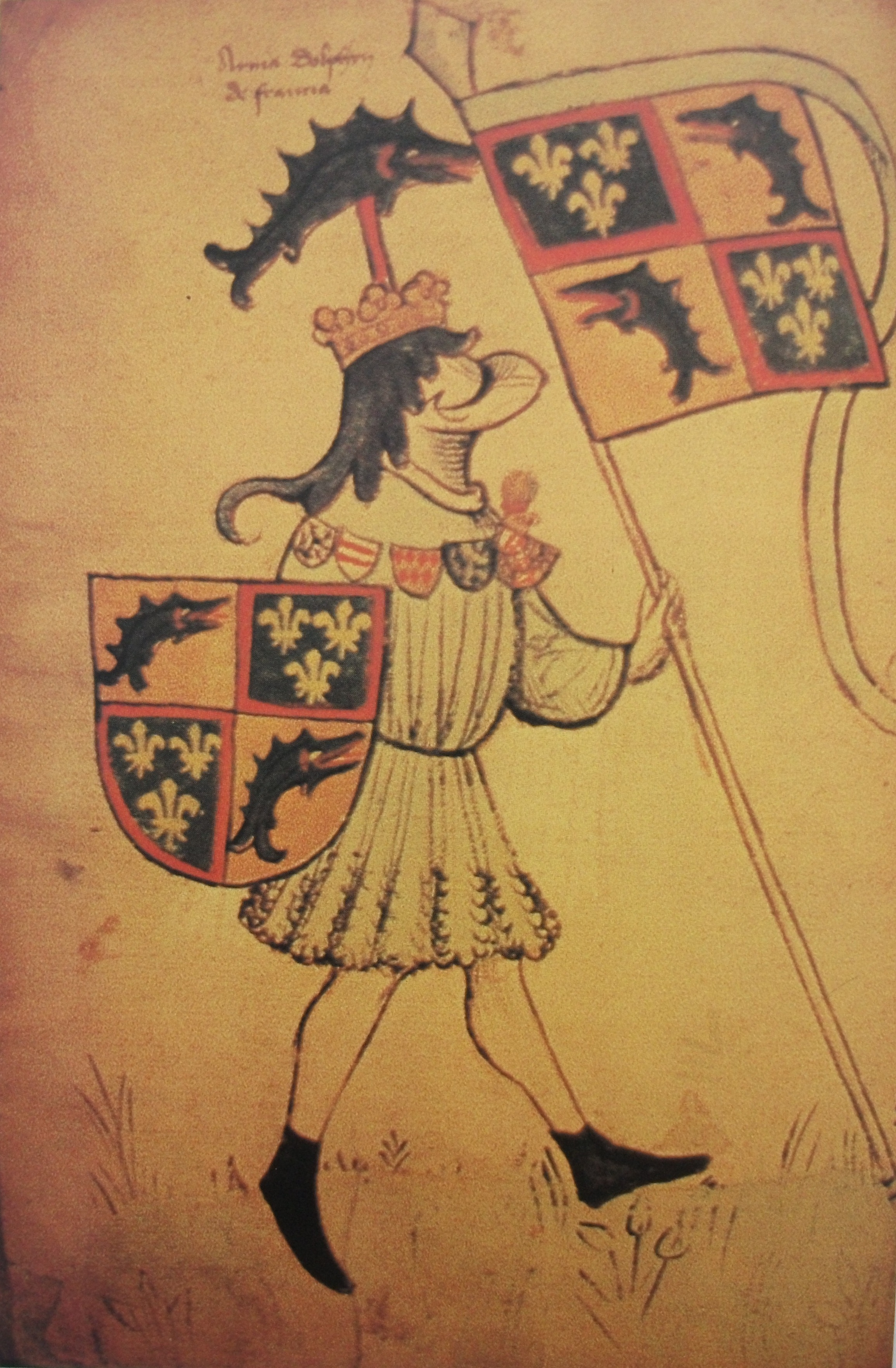
Дофін, а пізніше французький король Людовик XI з дельфіном як геральдичною твариною та гербом, близько 1450 р. (сувій Гігалмена, рукопис Herald's College)

Традиція, що пов'язана з геральдичною твариною дельфіном досить оригінальна. У нього плавники часто забарвлені по-різному як озброєння. В описі герба дельфіна також називають морським поросям. У своєму гербі Дюнкерк (Dunkerque) має подійного дельфіна. Якщо рот тварини закритий, а очі, вуха, борода і гребінь забарвлені по-різному, вона стає озброєною. З відкритим ротом в монохромному зображенні його називають несвіжим.
Відмінною рисою є герб французьких дофінів. Герби дофінів показують дельфіна як геральдичну тварину, а в короні цієї особи дельфіни використовувалися як дуги корони, хвости яких зливалися в лілію в середині корони. Таку корону називають короною дофіна. Дельфін також є геральдичною твариною департаментів Дром, Верхні Альпи, Ізер і Луара.

## Значення
У геральдиці/іконографії кит є символом/алегорією диявола, а його відкрита паща вважається «воротами в пекло». Однак на деяких гербах це також повинно відображати посилання на давніший китобійний промисел.
У геральдиці/іконографії дельфін є символом:
- доброзичливості та відданості, наприклад, гендерну. Таким чином, це може бути ознакою турботливих професій, скажімо, медсестри;
- порятунку, безпеки, захисту напр. дельфін може бути перед знаком лиха, яке загрожувало родині. Дельфін вважається «рятівником для людей, що потерпіли корабельну трощу», а також у християнській символіці символізує Христа, «рятівника душ»;
- жіночої статі par excellence: грецьке слово delphis є спорідненим із delphys, що означає утроба;
- дружби (казки про дружбу хлопчика з дельфіном носять легенду);
- швидкості (і навпаки: «Дельфін з якорем» = повільність).

## Приклади

Кити
Герб Молде, Норвегія
Герб Саннефіорду, Норвегія
Герб Боркума
Вусатий кит на гербі Грос-Пампау (окружне герцогство Лауенбург)
Герб міста Ліст-на-Зильті
Вусатий кит на гербі міста Біарриц, Франція
Герб Бірштонаса, Литва
Герб Нунавуту з щитотримачем-нарвалом, Канада

Дельфіни
Герб міста Штамхам (біля Інгольштадта)
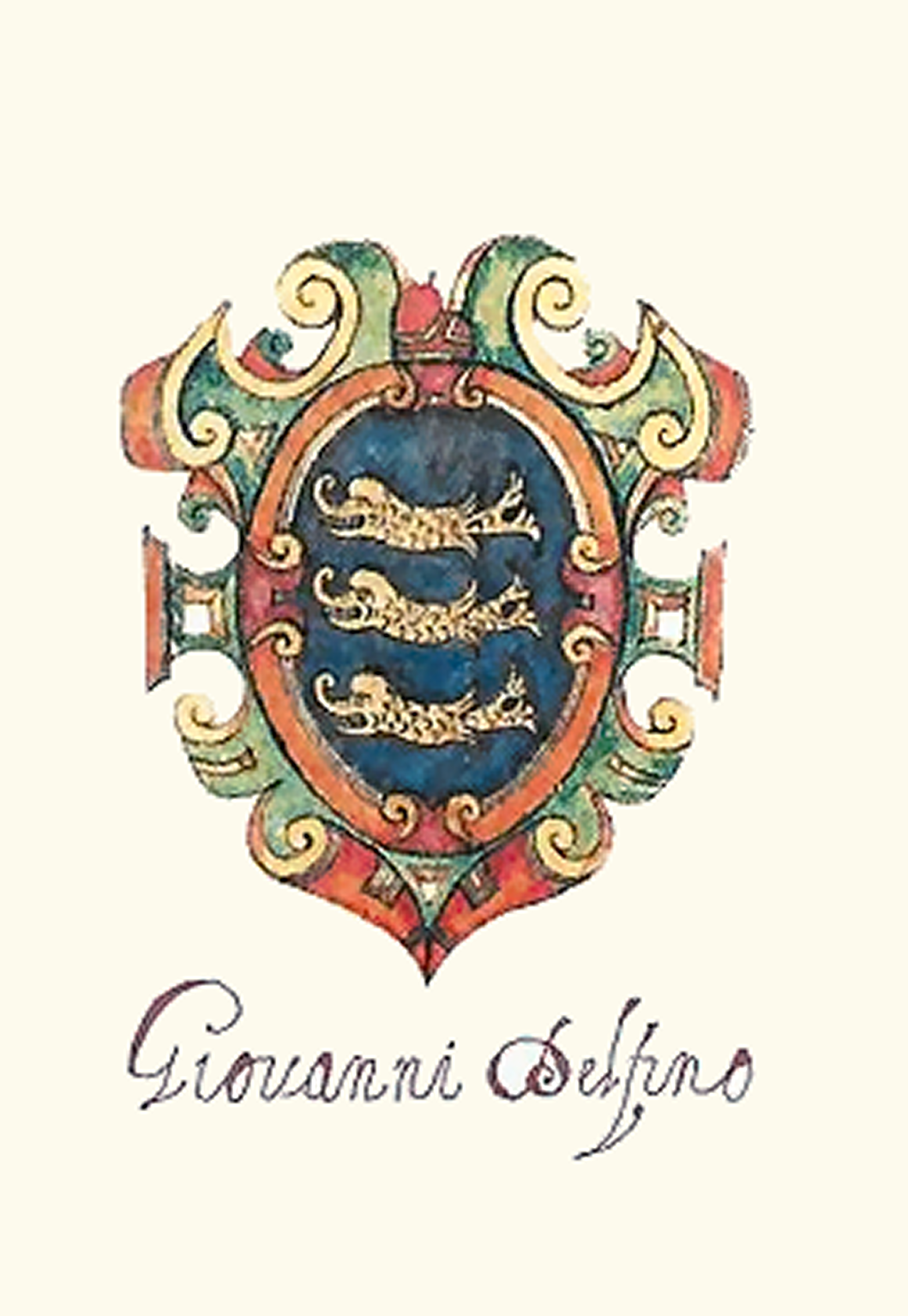
Герб Джованні Дельфіні (дожа Венеції)
Колишній герб Кемері, Юрмали, Латвія
Герб Ангільї